# 聖多明戈斯杜卡平

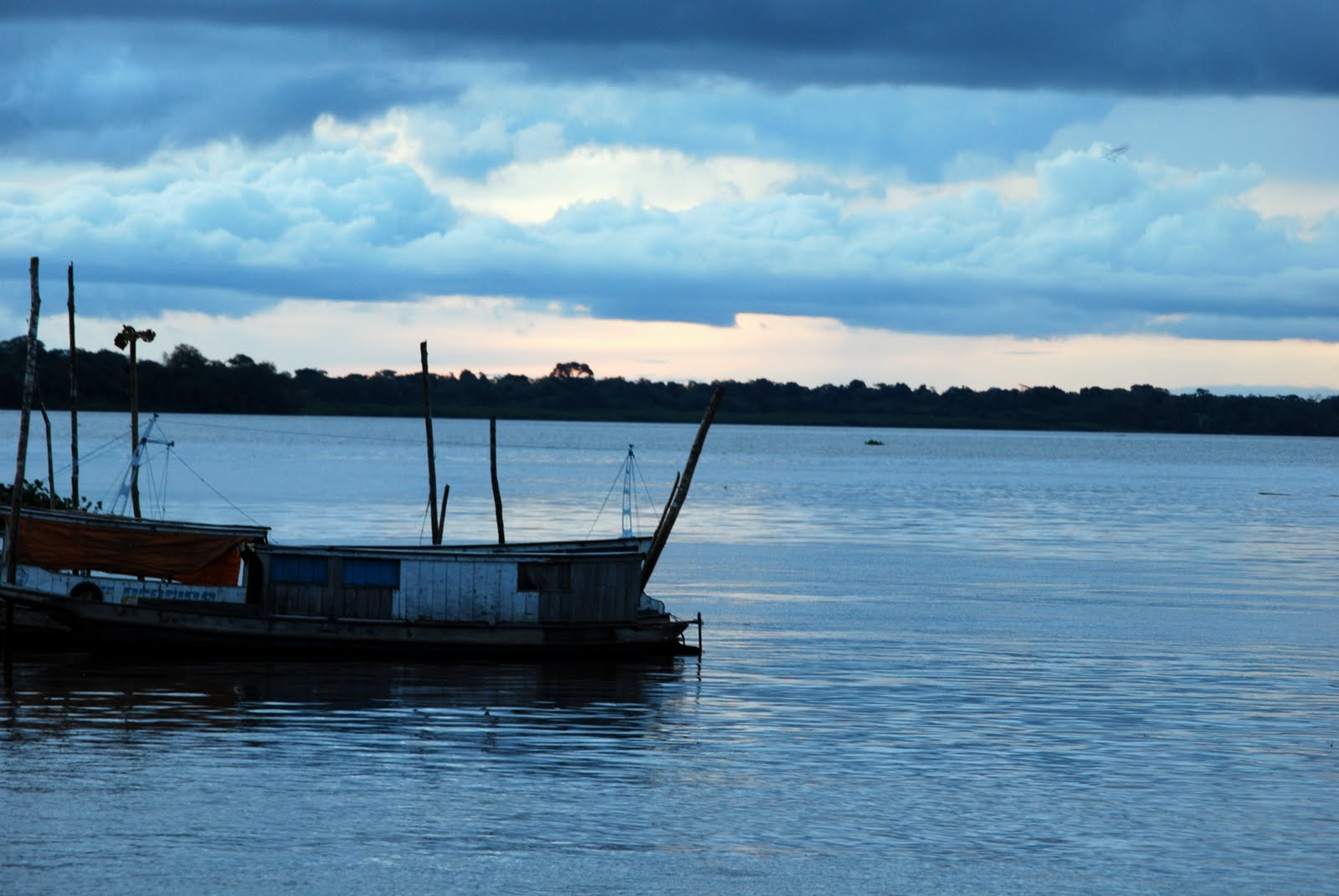
聖多明戈斯杜卡平

1°40′30″S 47°46′30″W / 1.67500°S 47.77500°W
聖多明戈斯杜卡平（葡萄牙語：São Domingos do Capim），是巴西的城鎮，位於該國北部，由帕拉州負責管轄，面積1,677平方公里，海拔高度20米，2010年人口29,846，人口密度每平方公里17.79人。